# Battenheim
Battenheim (elsässisch Bàttene) ist eine französische Gemeinde mit 1552 Einwohnern (Stand 1. Januar 2022) im Département Haut-Rhin in der Region Grand Est (bis 2015 Elsass).

## Geografie
Die Ortschaft liegt im Süden der Oberrheinischen Tiefebene im Bereich der Ill am Quatelbach, fünf Kilometer südlich von Ensisheim, 10 Kilometer nordöstlich von Mülhausen und etwa 15 Kilometer westlich des Rheins, der die Grenze zu Deutschland bildet. Die Départementsstraße 201, die Basel mit der Autoroute A35  (L'Alsacienne) auf der Höhe von Meyenheim (Anschluss 30) verbindet, durchquert den Ort von Süd nach Nord.

## Geschichte
Das erste Mal wird eine Siedlung an diesem Ort 817 unter dem Namen Batenheim erwähnt.
Von 1871 bis zum Ende des Ersten Weltkrieges gehörte Battenheim als Teil des Reichslandes Elsaß-Lothringen zum Deutschen Reich und war dem Kreis Mülhausen im Bezirk Oberelsaß zugeordnet.

### Bevölkerungsentwicklung
| Bevölkerungsentwicklung | Bevölkerungsentwicklung | Bevölkerungsentwicklung | Bevölkerungsentwicklung | Bevölkerungsentwicklung | Bevölkerungsentwicklung | Bevölkerungsentwicklung | Bevölkerungsentwicklung | Bevölkerungsentwicklung | Bevölkerungsentwicklung |
| 1910                    | 1962                    | 1968                    | 1975                    | 1982                    | 1990                    | 1999                    | 2006                    | 2017                    |                         |
| ----------------------- | ----------------------- | ----------------------- | ----------------------- | ----------------------- | ----------------------- | ----------------------- | ----------------------- | ----------------------- | ----------------------- |
| 961                     | 620                     | 757                     | 813                     | 1003                    | 1174                    | 1322                    | 1281                    | 1587                    |                         |

## Wappen
Wappenbeschreibung: Geteilt in Rot, Silber und Rot mit aufgelegtem goldenem Hufeisen.

## Sehenswürdigkeiten
Die Kirche Saint-Imier stammt aus verschiedenen Bauepochen: Das Kirchenschiff ist aus dem 18. Jahrhundert, Chor und Turm sind aus der Gotik. Im Innern befindet sich ein barocker Hochaltar und eine große Orgel aus dem Jahr 1702, die 1989 restauriert wurde.

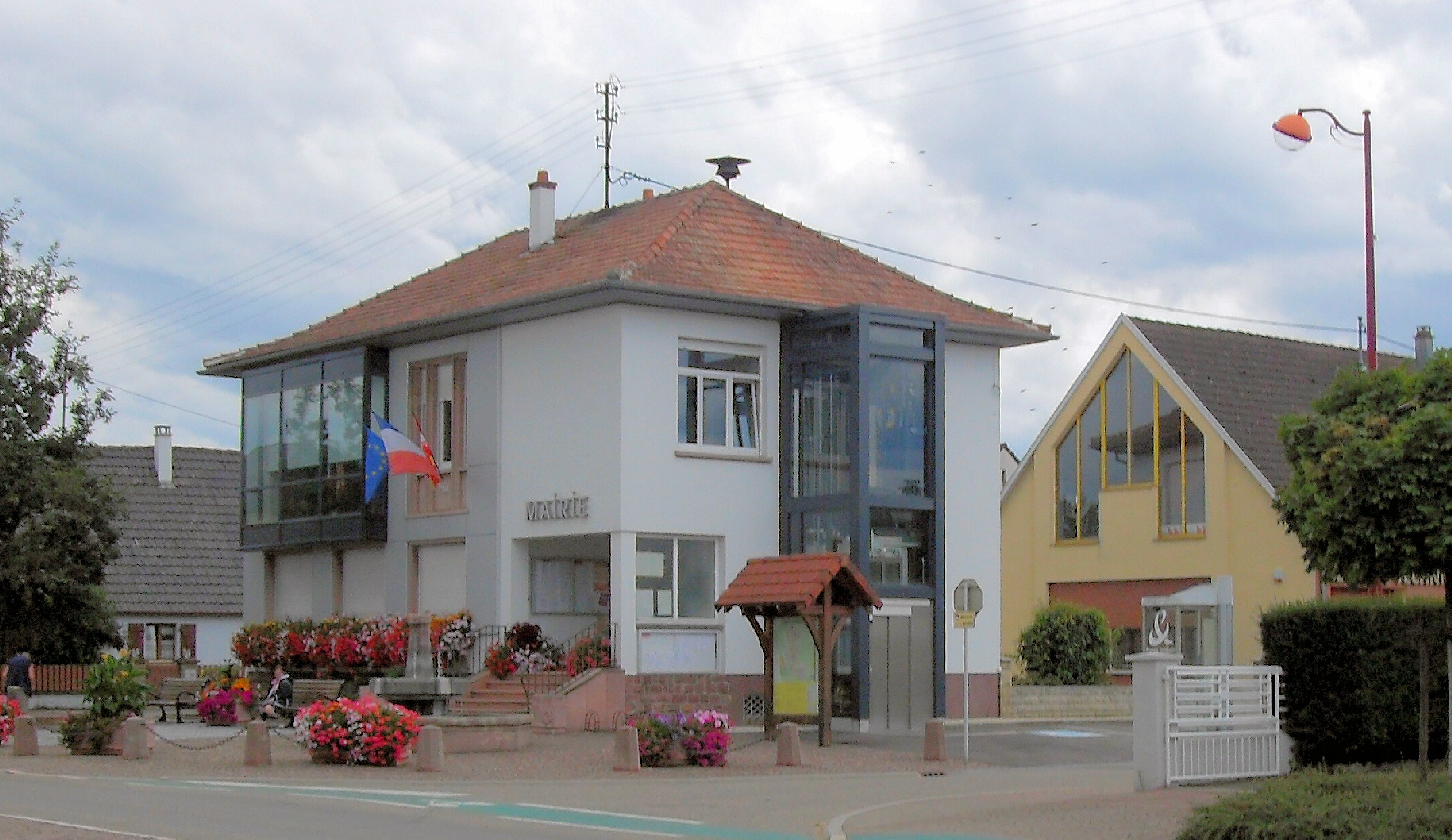
Maire
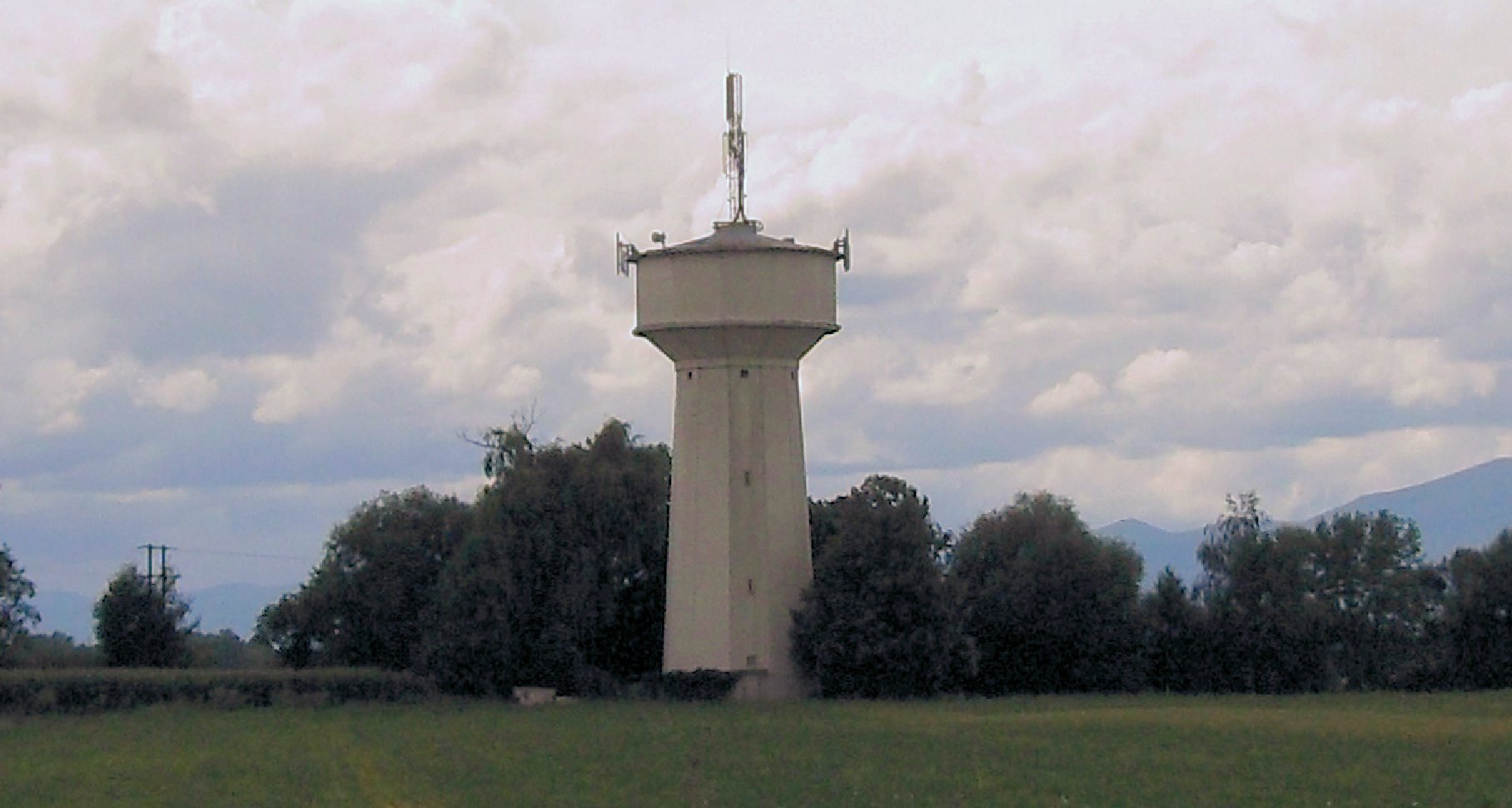
Wasserturm

## Persönlichkeiten
- Jean-Baptiste Rudolf (1824–1893), Landesausschussmitglied und Bürgermeister von Battenheim